# Ketaping
Ketaping is een bestuurslaag in het regentschap Bengkulu Selatan van de provincie Bengkulu, Indonesië. Ketaping telt 1624 inwoners (volkstelling 2010).